# 松岡美術館

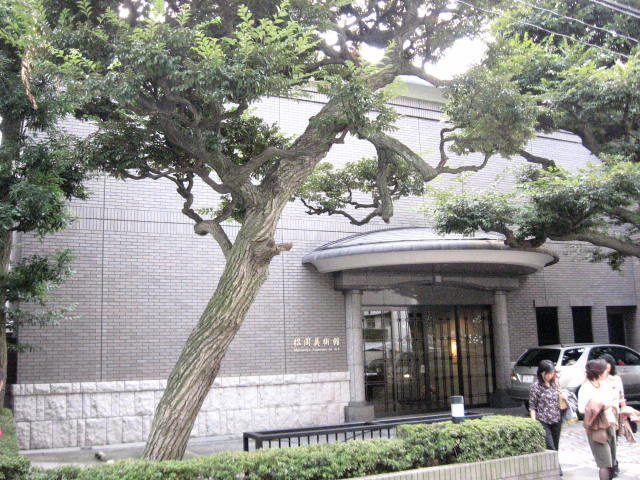

松岡美術館（日语：まつおかびじゅつかん，是位於日本東京都港區白金台的一座私立美術館，開業於1975年11月。博物館的創立者是松岡地所創業者松岡清次郎。2019年6月至2022年1月25日，美術館曾一度休館，在2022年1月26日重新開館。

## 外部連結
- 松岡美術館
- 松岡美術館 （页面存档备份，存于） - アートアジェンダ
- 维基共享资源上的相關多媒體資源：松岡美術館